# Palazzo Vitelleschi (Roma)
Il Palazzo Vitelleschi, conosciuto anche come Palazzo del Conservatorio delle Pericolanti, è un palazzo di Roma che si trova al numero 88 di via Garibaldi (l'antica via delle Fornaci), situato in salita, vicino alla Porta Settimiana, nel rione Trastevere.

## Storia e descrizione
Questo palazzo fu costruito nel XVIII secolo per i nobili Vitelleschi e acquistato nel 1794 da Papa Pio VI per ospitare il Conservatorio di San Giuseppe, già Casa di Carità, fondato nel 1788, di cui era protettore e la cui sede era al piano nobile di Palazzo Pizzirani, a piazza di Santa Maria in Trastevere.
Una lapide ancora oggi affissa sul portale d'ingresso ricorda il fatto:
"PIUS SEXTUS PONTIFEX MAXIMUS PUELLAS URBANAS EGESTATE PERICLITANTES EXTRUCTO PARTHENONE SERICORUM OPIFICIIS ADHIBERI CURAVIT A MDCCLXXXXII PONT SUI XVIII ARBITRATU FABR RUFI S AER PRÆF"
"Pio VI, massimo pontefice, costruito un ricovero per le giovani romane pericolanti a causa della povertà, curò che fossero avviati ai laboratori della seta nell'anno 1792, XVIII del suo pontificato, incaricandone Fabrizio Rufo prefetto dell'erario".
Il "Conservatorio", chiamato per questo motivo "delle Pericolanti", destinò parte dell'edificio ad un filatoio idraulico per la produzione della seta, lavoro al quale si dedicavano le ragazze che vi abitavano; l'obiettivo era quello di rendere il Conservatorio indipendente dal sussidio pontificio.
Dopo l'Unità d'Italia (1870), il "Conservatorio" fu soppresso e il palazzo fu venduto.
Nel 1910 furono eseguiti diversi lavori di restauro a cura della "Cassa di Risparmio di Roma", come ricorda una seconda targa, questa affissa nel cortile interno:
"RIALZATO L'EDIFICIO E COSTRUTTA LA NUOVA CORSIA RESTAURATI IN PIÙ PARTI TUTTI I LOCALI NEL MCMX COL FONDO DI LIRE TRENTAMILA MUNIFICENZA COSPICUA DELLA CASSA DI RISPARMIO DI ROMA".
La porzione originaria dell'edificio, su due piani, presenta finestre architravate al primo piano e si apre in un portale, anch'esso architravato, al piano terra, affiancato da finestre semicircolar.